# Dinorfin A
Dinorfin A je tip dinorfina. On je endogeni opioidni peptid čija sekvenca je: 

Dinorfin A indukuje influks kalcijuma putem naponom kontrolisanih kalcijumskih kanala u senzornim neuronima aktivacijom bradkininskih receptora. Ovo dejstvo dinorfina na bradikininske receptore se razlikuje od primarnog signalnog puta aktiviranog bradikininom, i uzrok je hiperalgezije proizvedene unosom dinorfina putem kičme u miševe i pacove. Blokada kičmenog B1 ili B2 receptor takođe poništava persistentan neuropatički bol, ali samo kad postoji održiva elevacija endogenog kičmenog dinorfina.

## Spoljašnje veze
- Dynorphins на 